# Comunidad de Desarrollo de África Austral
La Comunidad de Desarrollo de África Austral (en inglés: Southern African Development Community, SADC), denominada con anterioridad Comité para el desarrollo del África Austral, es un organismo internacional creado en 1980 durante una Conferencia de jefes de Estado y de gobierno de varios países africanos en Arusha, Tanzania. El tratado vigente se firmó el 17 de agosto de 1992.

## Miembros
En la actualidad está integrado por los siguientes países miembro: 
- Angola
- Botsuana
- Comoras
- Lesoto
- Madagascar
- Malaui
- Mauricio
- Mozambique
- Namibia
- República Democrática del Congo
- Seychelles
- Sudáfrica
- Suazilandia
- Tanzania
- Zambia
- Zimbabue

## Estructura
Los objetivos declarados de la organización son procurar el desarrollo económico de los países integrantes, mediante una política coordinada de ayuda a los sectores más desfavorecidos y la erradicación de la pobreza; cooperar entre los Estados miembros para la coordinación de la política económica; favorecer los intercambios comerciales y de capitales en la zona; conseguir un desarrollo sostenible del territorio mediante programas de protección del medio ambiente; promover una cultura de paz entre los pueblos y el mutuo conocimiento en todas las ciencias y las artes.
Las metas y plazos para los hitos de integración son, según lo aprobado por los jefes de Estado de la Comunidad de Desarrollo de África Austral (SADC) y de Gobierno:
1. Zona de Libre Comercio. Creación de una Zona de Libre Comercio en 2008
2. Unión Aduanera. Establecimiento de la Unión Aduanera con aranceles externos comunes para la Zona de Libre Comercio el 2010.
  - El 85 % del comercio intraregional entre los países socios de la SADC gozan de arancel cero
  - Doce de los quince Estados miembros de la SADC son parte de la Zona de Libre Comercio, mientras que Angola, la República Democrática del Congo y las Seychelles no pertenecen a ella
3. Mercado Común. Conseguir un Mercado Común al acordar políticas comunes en materia de regulación de producción para el año 2015
4. Unión Monetaria. Lograr la Unión Monetaria a través de la convergencia macroeconómica en 2016
5. Moneda Única. Aceptación de una Moneda Única y convertirse en una Unión Económica en 2018[1]

La estructura organizativa está compuesta por un Consejo de jefes de Estado y/o de Gobierno, que es el máximo órgano para fijar la política general y tomar acuerdos y que se reúne una vez al año entre agosto y septiembre. Después se encuentra la denominada Troika, integrada por quién preside el Consejo, su antecesor y su sucesor, que ejecuta las disposiciones y tiene competencias en todas las materias delegadas por el Consejo, para así agilizar la toma de decisiones. Le sigue el Primer Ministro, que lo es el del país que preside anualmente el Consejo o el Ministro de Asuntos Exteriores del mismo. Luego está el Consejo de Ministros formado por quienes hayan sido nombrados para tal destino por sus respectivos países o, generalmente, por los Ministros de Asuntos Exteriores o los de Economía o Planificación Económica y presidido por quien haya nombrado el país al que le corresponda por turno. Se reúnen dos veces al año y ejecutan la política aprobada en el Consejo, conocen de las tareas de la Troika y asignan a cada Estado las competencias sectoriales de las que se han de responsabilizar según el principio de eficacia y conocimiento que tiene cada país en los distintos temas.
Además, existe desde 2001 un Órgano para la Defensa y Seguridad integrado por los miembros designados por cada país para la cooperación en esta materia, así como un Comité Integrado de Ministros que coordina y armoniza las diferentes políticas.
A la organización política y de defensa se unirá en el futuro, de conformidad con las resoluciones del Consejo del 2000, un Tribunal propio que dirima las cuestiones que surjan en aplicación de los tratados y resoluciones.

## Historia
Durante el proceso de independencia de los países africanos a mediados del siglo XX, fueron comunes las alianzas entre los movimientos de distintas colonias para garantizar un nivel mínimo de cooperación al tiempo de obtener, no sólo los derechos políticos y la autodeterminación, sino evitar el colonialismo económico que habría de venir con posterioridad y el racismo. En el caso del África Austral, muchos países se encontraron con un fuerte dominio de la población de raza blanca sobre la economía, lo que mantuvo a muchas de aquellas naciones en situación de pobreza una vez obtenida la independencia de la metrópoli.
El punto de partida de la unión de distintos Estados a la búsqueda de proyectar juntos intereses comunes se produjo en la cumbre de jefes de Estado y de Gobierno de Arusha en 1979. En la misma se acordó convocar una nueva reunión en Lusaka al año siguiente, donde acudieron Angola, Botsuana, Lesoto, Malaui, Mozambique, Suazilandia, Tanzania, Zambia y Zimbabue. En esta reunión se aprobaron ya dos documentos: uno de carácter político invitando a la «liberación económica», y otro de cooperación entre los asistentes en economía y comunicaciones. La nueva organización internacional se denominó Comité para el desarrollo del África Austral, aunque no tuvo formalizado un tratado hasta la reunión de Harare, en Zimbabue, en 1989 donde se acordó la iniciación del proceso de formalización que concluyó en 1992 en Windhoek, Namibia, con el nombre actual. Al acuerdo se adhirió Namibia (que era miembro de facto desde 1990). Durante el periodo que abarca 1980 a 1992, los instrumentos multilaterales de impulso de las respectivas economías y las infraestructuras habían dado muy buenos resultados.
Más tarde, en 1994, se incorporó a la Comunidad el Estado de Sudáfrica tras el fin del régimen del apartheid, y en 1997 la República Democrática del Congo y las islas Seychelles.
La Comunidad de Desarrollo tuvo un papel preponderante durante la segunda guerra del Congo, en la cual brindó apoyo al Gobierno de Laurent Kabila, colaborando con dinero, tropas y provisiones. Muchos de los países llevaron tropas para combatir, aunque varios intentaron mediar en el conflicto.

Bandera de la SADCC

La Conferencia de Coordinación del Desarrollo de África Austral (SADCC) fue la precursora de la pata de cooperación socioeconómica de la actual SADC.  La adopción, el 1 de abril de 1980, de la declaración de Lusaka por parte de nueve países del África Austral gobernados mayoritariamente allanó el camino para la creación formal de la SADCC en abril de 1980.
La pertenencia a la FLS y a la SADCC difería en ocasiones.

## SAMIM
La Misión de la Comunidad de Desarrollo de África Austral en Mozambique (SAMIM) es una misión de mantenimiento de la paz regional activa, operada por la Comunidad de Desarrollo de África Austral, en la Provincia de Cabo Delgado, para hacer frente a la insurgencia islamista en el norte de Mozambique.

## Protocolos
La SADC tiene 27 protocolos legalmente vinculantes que tratan temas como Defensa, Desarrollo, Tráfico Ilícito de Drogas, Libre Comercio y Movimiento de Personas.
- Protocolo sobre Energía (1996) – Destinado a promover el desarrollo armónico de las políticas energéticas nacionales. Estas estrategias de desarrollo establecen objetivos tangibles para la SADC y sus Estados miembros para el desarrollo de infraestructura en energía y sus subsectores de leña, petróleo y gas natural, electricidad, carbón, energía renovable y eficiencia y conservación energética.[3]
- Protocolo sobre Género y Desarrollo – Se insta a los Estados miembros a acelerar los esfuerzos de implementación hacia el logro de cambios concretos y transformadores en la vida de las mujeres y niñas de la región. El presidente Mutharika también expresó su preocupación por la escalada de incidentes de violencia de género en la región, especialmente aquellos perpetrados contra mujeres y niñas, y aprovechó esta ocasión para firmar un compromiso para poner fin a los matrimonios infantiles, como parte de la campaña de la UA para poner fin a los matrimonios infantiles en África.[4]
- Protocolo sobre política, defensa y cooperación en materia de seguridad (2001): destinado a fomentar la seguridad regional y la cooperación en materia de defensa, promover la paz, la estabilidad política y la gestión de conflictos. El protocolo inició también una reforma institucional del Órgano de Política, Defensa y Seguridad (OPDS) de la SADC.[5]

## ZLC DE LA SADC
La Zona de Libre Comercio de la SADC se creó en agosto de 2008, después de que la aplicación del Protocolo sobre Comercio de la SADC en 2000 sentara las bases para su formación. Sus miembros originales eran Botsuana, Lesoto, Madagascar, Mauricio, Mozambique, Namibia, Sudáfrica, Eswatini, Tanzania, Zambia y Zimbabue, y Malaui y Seychelles se unieron más tarde. De los 15 Estados miembros de la SADC, sólo Angola y la República Democrática del Congo no participan todavía, sin embargo el ministro de comercio angoleño, Joffre Van-Dúnen Júnior, dijo en Luanda que su ministerio está trabajando para crear las condiciones para la adhesión de Angola a la zona de libre comercio de la SADC en 2019. Es poco probable que la Unión Aduanera de la SADC, cuya creación está prevista para 2010 según el Plan Indicativo Regional de Desarrollo Estratégico (RISDP) de la SADC, se haga realidad en un futuro próximo. Esto se debe a que los Acuerdos de Asociación Económica (AAE) de la Unión Europea, con sus regímenes de libre comercio extrarregional inherentes, proporcionaban a varios miembros de la SADC más beneficios que una mayor integración regional de los mercados en el marco de una Unión Aduanera de la SADC. Dado que estos países de la SADC formaron cuatro agrupaciones diferentes para negociar y aplicar distintos Acuerdos de Asociación Económica con la Unión Europea, se perdió la oportunidad de establecer un arancel exterior común para toda la SADC como requisito previo para una unión aduanera regional.
El miércoles 22 de octubre de 2008, la SADC se unió al Mercado Común de África Oriental y Austral y a la Comunidad del África Oriental para formar la Zona Africana de Libre Comercio, que incluye a todos los miembros de cada una de las organizaciones.  Los líderes de los tres bloques comerciales acordaron crear una única zona de libre comercio, la Zona Africana de Libre Comercio, formada por 26 países con un PIB estimado de 624.000 millones de dólares (382.900 millones de libras). Se espera que el acuerdo sobre la Zona Africana de Libre Comercio facilite el acceso a los mercados de la zona y ponga fin a los problemas derivados de la pertenencia de varios de los países miembros a múltiples grupos.
La Zona Africana de Libre Comercio efectiva lleva más de cien años gestándose: una zona comercial que abarca todo el continente africano, desde Cabo a Cairo (Cape to Cairo) y que fue imaginada por Cecil Rhodes y otros imperialistas británicos en la década de 1890.  La única diferencia es que la zona de libre comercio africana es la creación de países africanos independientes.  La idea es una zona de libre comercio que abarque todo el continente, desde El Cabo hasta El Cairo (Ciudad del Cabo en la República de Sudáfrica hasta El Cairo en Egipto).
Además de eliminar la duplicación de miembros y de que los Estados miembros problemáticos participen también en otros planes de cooperación económica regional y de cooperación política y de seguridad regional que puedan competir entre sí o perjudicarse mutuamente, la Zona de Libre Comercio Africana pretende además reforzar el poder de negociación del bloque a la hora de negociar acuerdos internacionales.
En cumplimiento del objetivo de la SADC de una mayor integración, Botsuana y Namibia firmaron un acuerdo en febrero de 2023 que permite a los ciudadanos viajar entre ambos países utilizando únicamente documentos de identidad, sin necesidad de pasaporte. Botsuana ha mantenido conversaciones con Zimbabue para lograr un acuerdo similar, y espera entablar conversaciones con Zambia.

## Desafíos a los que se enfrentan los países miembros
Los países de la SADC se enfrentan a numerosos retos sociales, de desarrollo, económicos, comerciales, educativos, sanitarios, diplomáticos, de defensa, de seguridad y políticos.  Algunos de estos retos no pueden ser abordados eficazmente por miembros individuales.  Las enfermedades del ganado y las bandas de delincuencia organizada no conocen fronteras.  La guerra en un país puede arrastrar a sus vecinos y dañar sus economías.  El desarrollo sostenible que podría aportar el comercio se ve amenazado por la existencia de diferentes normas de productos y regímenes arancelarios, infraestructuras aduaneras deficientes y carreteras en mal estado.  Los objetivos de cooperación socioeconómica, política y de seguridad de la SADC son igualmente amplios y pretenden abordar los diversos retos comunes.
Un reto importante es que los Estados miembros también participan en otros programas de cooperación económica regional y de cooperación política y de seguridad regional que pueden competir con los objetivos de la SADC o socavarlos.  Por ejemplo, Sudáfrica y Botsuana pertenecen a la Unión Aduanera del África Meridional, Zambia forma parte del Mercado Común de África Oriental y Austral y Tanzania es miembro de la Comunidad Africana Oriental.
Según Human Rights Watch, "la SADC ha sido criticada por su laxitud a la hora de hacer del cumplimiento de los derechos humanos dentro de sus Estados miembros una prioridad".